# オサナメ沢
オサナメ沢（オサナメさわ）は、青森県西津軽郡深浦町を流れる沢。追良瀬川水系の支流である。

## 地理
青森県西津軽郡深浦町の桝形山の南斜面付近に源を発し西へ流れ、追良瀬川の右岸に合流する。
追良瀬川水系の支流の中では、もっとも長い流路を持ち、合流点が河口に一番近い。河口付近で標高が低い割には深いV字谷が広がる。高低差がないため増水時以外は流れが穏やかである。
周りの森林は北追良瀬山保全地域となっている。サクラマスなどが泳ぐ綺麗な沢である。
沢は禁猟区となっており、人工の産卵場所の整備も行われている。